# Laicu Roglia
Luigi Fresi, conosciuto come Laicu Roglia (Raìca, 1856 – ...), è stato un brigante italiano della Gallura ottocentesca.

## Biografia
Nacque nel 1856 a Raìca, uno stazzo nelle vicinanze di Telti in territorio  comunale  di Olbia, dall'unione di Antonio e Francesca Pittorru Pattitoni. 
Laicu si mostrerà subito un grande lavoratore assieme a suo fratello maggiore Tomaso, impegnati in quella che è la faticosa vita della campagna: coltivare, mietere, seminare, tutto a mano. La vita di tutti i giorni sembrava procedere in maniera tranquilla fino a quando, ancora in giovane età, i due fratelli persero il padre per cause naturali. Francesca, sua moglie, si risposò con Francesco Antonio Mariano, un uomo vedovo già padre di due figli. Da questo momento in poi Laicu e Tomaso conosceranno un'esistenza triste e turbolenta, in seno alla nuova famiglia si sentiranno presto come degli estranei, trattati pessimamente dal patrigno. 
Non potendo sopportare oltre il clima sfavorevole della nuova famiglia, i due una volta maggiorenni, dopo aver venduto le terre di raìca ereditate dal padre lasciarono la campagna e presero in affitto una casa presso il vicino paese di Telti, stipulando con il proprietario un contratto di affitto per due anni. Nel paese di Telti i fratelli Fresi aprirono anche un'attività, un negozio di vini e liquori da cui iniziarono a trarre un buon profitto. Tuttavia i dispiaceri non erano finiti giacché Tomaso Mariano, figlio di Francesco Antonio Mariano, acquistò quasi per dispetto la casa dove abitavano i due fratelli; questi vennero quindi sfrattati prima della scadenza del contratto. Per evitare ulteriori inimicizie i due fratelli acquistarono un terreno e vi costruiscono una casa; ma come se non bastasse Tomaso Mariano pretese una parte di quel terreno per potervi costruire una scuderia. I due andarono a finire in legge e dopo lunghe faccende legali Laicu vinse la causa.
Il venerdì 5 novembre del 1880 dopo aver festeggiato la notizia a casa di amici, Laicu era intento a tornare alla propria casa quando venne sparato da dietro dei cespugli di lentischio, il colpo andò fortunatamente a vuoto. Il giovane informate le autorità attribuì l'attentato al suo rivale Tommaso Mariano che nel frattempo si rese irreperibile avvalorando così la tesi di Laicu. Tuttavia dopo lunghi e parecchi interrogatori, dopo lunghe indagini, nel dicembre del 1881 il caso venne definitivamente archiviato con il non luogo a procedere disposto dal tribunale di Tempio Pausania. Tomaso Mariano libero da ogni accusa si sentì tranquillo, ma la faccenda non si concluse così, infatti il 19 settembre del 1881 mentre procedeva con un carro a buoi lungo la nazionale Terranova-Tempio venne raggiunto da più scariche di pallettoni ma non morì.
Per cui anche se con ben nove ferite su varie parti del corpo riuscì a scappare. I fratelli Roglia vengono subito sospettati per l'attentato e si danno alla macchia, il magistrato ordina così la cattura di Laicu e Tomaso Fresi anche se le ricerche dei carabinieri saranno ovviamente infruttuose. Dopo quattro mesi, il 19 gennaio 1882, Maria, moglie di Tomaso Mariano venne gravemente ferita da una fucilata; per ovvie ragioni anche questo colpo viene attribuito a Luigi Fresi “Roglia”. 
Da quest'ultimo attentato fu un susseguirsi di agguati, tentati omicidi, omicidi, che videro Laicu Roglia come il responsabile, riconosciuto dalle autorità in questo modo: famigerato malvivente, brutalmente malvagio e dedito ai reati di sangue. Non furono infatti poche le spie che nel tentare di farlo arrestare morirono sotto i colpi del suo fucile; alla sua morte era accusato di tre tentati omicidi e di quattro omicidi. 
Nell'anno 1895 presso una piccola spiaggia tra Olbia e Golfo Aranci venne trovato un cadavere quasi del tutto carbonizzato, inoltre un fucile, una cartucciera e altri oggetti appartenenti al bandito. La voce si sparse ben presto in tutta la Sardegna, Laicu Roglia era morto all'età di trentanove anni, probabilmente assassinato da qualcuno per vendetta o per incassare la taglia ormai alle stelle. Tuttavia le notizie sulla sua morte sono poche e i galluresi alimentarono il mito con molte leggende, come ad esempio che Laicu fosse invece scappato in America.